# Modrino Selo
Modrino Selo – wieś w Chorwacji, w żupanii szybenicko-knińskiej, w gminie Kistanje. W 2011 roku liczyła 47 mieszkańców.